# Micraxylia
Micraxylia là một chi bướm đêm thuộc họ Noctuidae.